# Euploea corvina
Euploea corvina är en fjärilsart som beskrevs av Hans Fruhstorfer 1898. Euploea corvina ingår i släktet Euploea och familjen praktfjärilar. Inga underarter finns listade i Catalogue of Life.